# Charles Chaplin
Sir Charles Spencer Chaplin, KBE (Londres, 16 d'abril de 1889 - Corsier-sur-Vevey, 25 de desembre de 1977), conegut com a Charles Chaplin, Charlie Chaplin o encara més com a Charlot (en català, castellà, portuguès i francès), va ser actor, compositor, productor i director de cinema. És considerat com un dels millors mims i pallassos de la història del cinema. Actuava, dirigia, escrivia els guions, componia la música i produïa les seves pròpies pel·lícules. Chaplin fou una de les personalitats més creatives de l'època del cinema mut i va influir molt en altres actors. La seva vida artística va durar més de 65 anys, des dels escenaris victorians i els music hall britànics quan era un artista jove, fins a gairebé la seva mort a l'edat de vuitanta-vuit anys. La seva vida va tenir molts alts i baixos, movent-se entre l'adulació i la controvèrsia.
El seu principal personatge era Charlot, conegut com The Tramp en el món anglòfon i Carlitos al Brasil. Charlot és un rodamon amb aires refinats de gentilhome. La seva vestimenta típica era una corbata estreta, unes sabates i uns pantalons balders, un barret fort i un bastó de bambú. La cara adornada amb un bigoti esquifit.

## Biografia

### Infantesa i inicis
Charles Chaplin va néixer a East Street, en un suburbi de Londres, a Walworth. Era fill de Charles Chaplin i Hannah Superior Harriett Hill. El pare fou un actor mediocre del teatre de varietats, amb una debilitat per l'alcohol, i la seva mare, actriu còmica. El matrimoni va acabar quan es va descobrir que Hannah enganyava el seu marit amb un altre cantant del music hall, Leo Dryden, amb el qual tingué un fill, Wheeler Dryden, fet que no es conegué fins molt més tard. La separació va tenir lloc un any després del naixement de Charles. El pare va intentar mantenir els seus fills, tant Charles com el seu germà petit Sydney Chaplin, de quatre anys, juntament amb la seva companya de pis. L'intent va fracassar i els dos nens van anar a viure amb la mare i van rebre deu xílings a la setmana per al seu manteniment. Per la precària situació financera de la família, Charles i el seu germà Sydney van passar dos anys entre la llar d'infants i les escoles per a orfes a Lambeth. El seu pare va morir quan Charlie tenia dotze anys, i sa mare, que patia trastorns mentals, va ser hospitalitzada en una institució a Croydon. Va passar els darrers set anys de la seva vida a Califòrnia, on va morir el 1928.
Els esdeveniments de la infantesa no impedeixen als petits Chaplin aprendre de la seva mare l'art de la cançó i el teatre. A la tendra edat de cinc anys fa les seves primeres passes a l'escenari. El 1896, durant una actuació en un teatre de varietats, Hannah va ser escridassada i es veié obligada a sortir de l'escenari. Per substituir-la van fer sortir el petit Charlie, que obtingué un èxit moderat amb la interpretació d'una cançó popular del moment: E Dunno Where E Are.

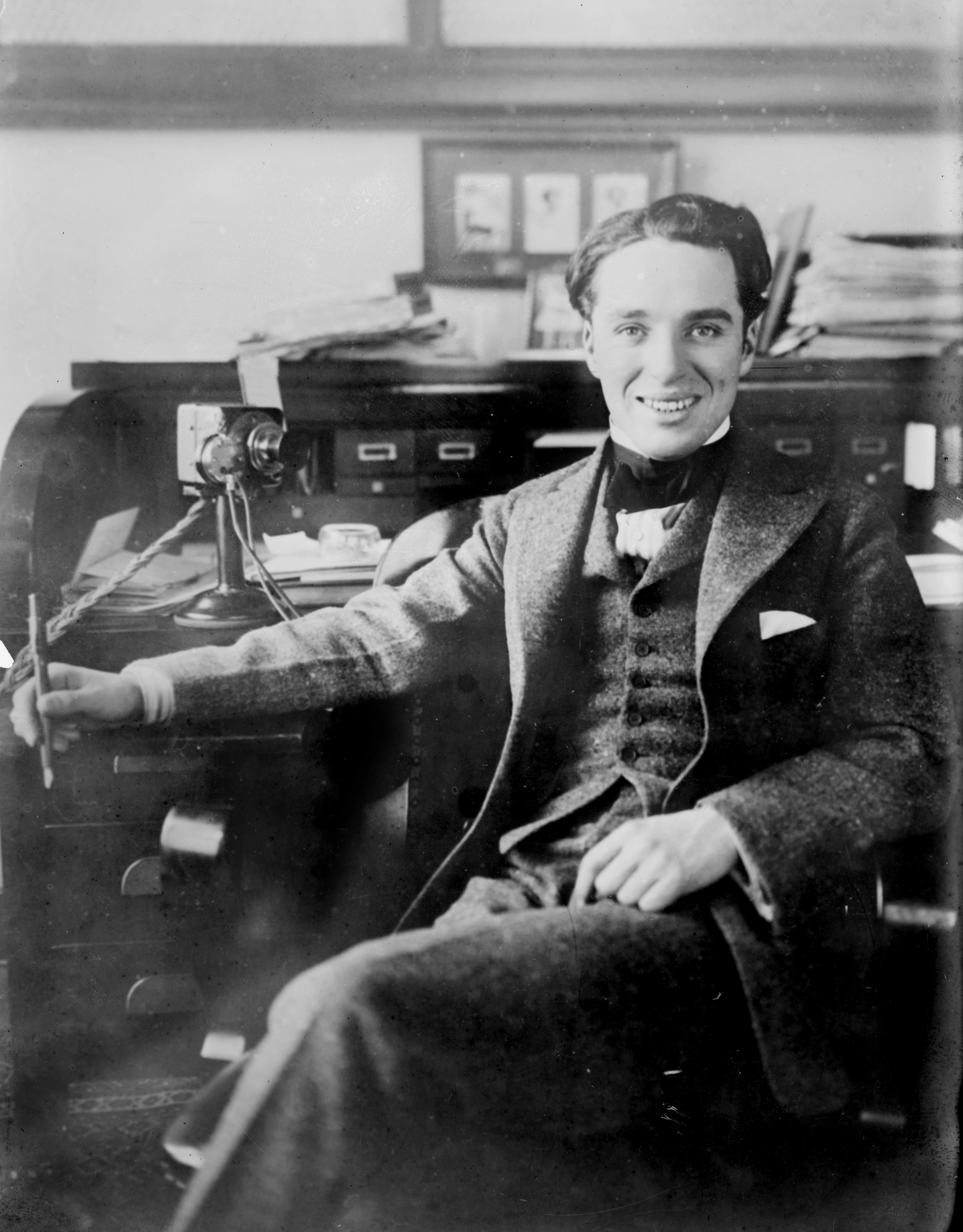
Charlie Chaplin de jove.

El 1898 es va traslladar a Manchester, a prop de Belle Vue. Aquí va anar a l'escola durant tres anys. Gràcies a les coneixences del seu pare, va entrar a formar part dels Eight Lancashire Lads, un grup de vuit nens prodigi, sota la direcció de William Jackson. Els vuit infants feien un ball amb esclops.
El 1900, a l'edat d'onze anys, el seu germà li va aconseguir el paper d'un gat còmic en la pantomima de la Cinderella (Ventafocs), representada a l'hipòdrom de Londres, on també actuava el famós pallasso Marceline. En el mateix any, Sydney es va embarcar com a trompetista en un vaixell, fet que comportà que la cura de la mare recaigués en el petit Charlie. Malgrat la bona voluntat, la vida era molt dura, i Hannah va ser hospitalitzada amb un diagnòstic de depressió causada per mala nutrició.
El 1903 Charles rep un petit paper en Jim, the Romance of a Cockayne, gràcies al qual va obtenir la seva primera ressenya favorable en la premsa. Poc després rep el primer paper en el teatre: el de Billy en Sherlock Holmes, obra dirigida per Quentin McPherson, amb la qual inicià una llarga gira. Mentrestant el seu germà havia tornat a Londres i havia començat a treballar en el teatre. Gràcies a la millora de la situació econòmica, entre tots dos van ser capaços de treure sa mare de l'hospital, encara que poc després una nova recaiguda va determinar l'internament definitiu.
El 1904, a l'edat de quinze anys, Charles va ser un dels protagonistes de Peter Pan de James Matthew Barrie, obra que aconseguí un gran èxit.

### Varietats amb Fred Karno
Entre 1906 i 1907 Chaplin va treballar en El circ de Casey, una barreja de varietats i números de circ. L'experiència li va permetre familiaritzar-se amb el món del circ i unir-se a la companyia de Fred Karno, també gràcies al seu germà Sydney que ja hi treballava. El sou era de 3 lliures esterlines a la setmana i el debut va ser el 1906, amb el partit de futbol, en què Charlie representava un individu sense escrúpols que intenta drogar el porter rival abans del partit. El germà gran ideava la pantomima i Charlie la interpretava. Així Chaplin va aprendre l'art d'expressar-se sense paraules. De seguida aconseguí un gran èxit, al costat de Stanley Jefferson (més conegut com a Stan Laurel), un dels més apreciats de l'empresa.
A més del teatre, Chaplin es dedicava a córrer. Estava inscrit al club de corredors de Kennington i entrenava en les llargues distàncies. El 1908 també va tenir la idea de sumar-se a la marató olímpica a Londres, però va caure malalt.
El 1909 l'empresa de Karno va començar la gira a l'estranger: en primer lloc a París i, dos anys més tard, als Estats Units. Chaplin va ser el primer comediant en A Night in an English Music Hall (Una nit en un Music Hall anglès), una obra de pantomima i dansa d'un sol acte. L'experiència dels Estats Units no fou especialment bona, però l'empresa va retornar l'any següent i aquesta vegada les coses van ser diferents: el gran èxit va ser, sobretot, gràcies al jove Charles, que era part important de l'empresa, tot i haver-s'hi incorporat recentment.
Chaplin va ser observat pel productor Mack Sennett, que el novembre de 1913 li va oferir un contracte per al cinema sota el segell Keystone. Era el primer contracte de Chaplin per a una pel·lícula. El sou era de 175 dòlars a la setmana.

### De còmic a celebritat: 1914 - 1919

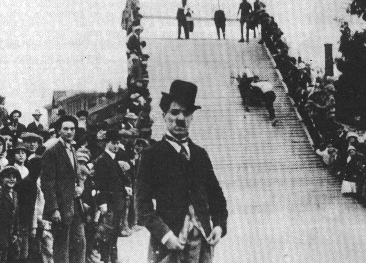
Kid Auto Races at Venice (1914), segon curtmetratge de Chaplin i debut en el paper de rodamon.

Així va començar la carrera cinematogràfica de Charlie Chaplin, el Rodamon, que només en l'espai de cinc anys va conquerir un lloc d'honor en la història del setè art. El ràpid ascens de Chaplin des de 1914, quan va començar a aparèixer en el món del cinema amb el curtmetratge Per guanyar-se la vida, fins a 1919, any en què va fundar la United Artists Corporation (coneguda amb l'acrònim UA).
Per a la californiana Keystone, va participar en 35 curts l'any 1914. Com a virtuós de la pantomima, transmetia al públic una àmplia gamma d'emocions utilitzant els músculs facials, que dominava al màxim. El seu personatge era transgressor i gens convencional.
El 2 de febrer del 1914 es va vestir amb uns pantalons i una jaqueta, unes botes i un barret fort que ni eren seus ni eren de la seva talla. Com a bastó va utilitzar una canyeta de bambú i es va col·locar un petit bigotet. Així va néixer el seu personatge Charlot, que el faria mundialment famós.
La primera vegada que Chaplin es posà les sabates de Charlot és en el curtmetratge Kid Auto Races at Venice. El desembre de 1915, es va traslladar a Chicago, on va treballar per a Essanay en catorze produccions. Essanay se'l va guanyar oferint-li un salari setmanal de 1.250 dòlars. Amb una popularitat més gran, va arribar a la Mutual Films, amb la qual Chaplin rodà dotze curts més: Charlot va ser mosso, milionari, paleta i aturat. L'audiència l'estimava per la humanitat que emanava amb les seves històries.
L'any 1916 Charlie Chaplin era un actor que guanyava més de 600.000 dòlars per any. Va tenir una relació amb Edna Purviance, de 19 anys i, entre 1916 i 1923, la va fer ser protagonista d'unes 35 pel·lícules. Tots dos van viure una intensa i agitada vida emocional, en la qual va sobreviure l'amistat després de l'amor (1918) i de la carrera artística d'ella, escurçada pels excessos de l'alcohol. Chaplin li va donar una paga com a actriu fins a la seva mort.
Amb la Mutual Film va realitzar dotze pel·lícules produïdes en el període 1916-1917 (un dels més feliços de la seva carrera). Chaplin, que no arribava encara als trenta, va participar i dirigir gairebé un centenar de curtmetratges en l'arc de cinc anys. Chaplin no projectava sobre paper cap dels seus gags i encara menys assajava cap de les escenes de les seves historietes. Aconseguia mantenir en el cap una pel·lícula sencera, i explicar-la als actors en el rodatge, al mateix temps que filmaven.
El 1918 va decidir treballar amb la First National, amb la qual va fer deu pel·lícules, fins al 1923). La First National, gràcies a la intervenció del seu germà Sydney, ara el seu manàger, va arribar a pagar-li un milió de dòlars, quantitat que cap actor no havia guanyat mai.
Charlie Chaplin, juntament amb alguns companys de feina com Mary Pickford, Douglas Fairbanks i David Wark Griffith, el 1919 va fundar la United Artists Corporation. Des de llavors només s'ocupà de cada fase de la producció de les seves pel·lícules, envoltat per un grup de lleials i competents empleats, entre els quals destaca Alfred Reeves, anglès com ell, gerent de l'empresa de Karno, que en la UA va assumir el paper director de producció.
A un moment professionalment feliç, no correspon, però, una vida privada serena. Fins i tot el "matrimoni reparador", amb Mildred Harris, de disset anys, va portar-li greus problemes. El desafortunat naixement del primer fill, greument malformat i que només va sobreviure tres dies, no va contribuir, per descomptat, a millorar una relació que va acabar en divorci.

### Grans èxits

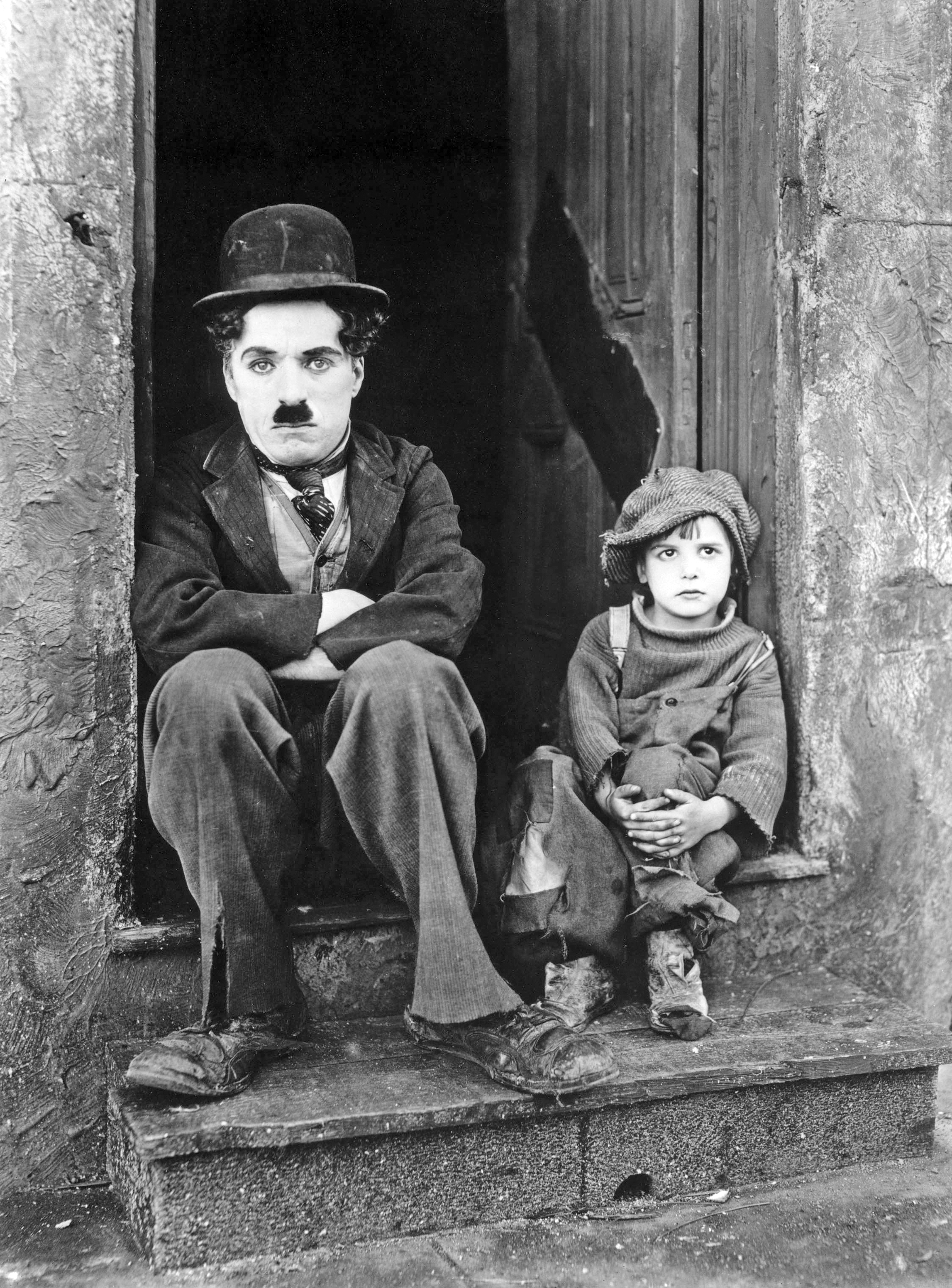
Chaplin amb Jackie Coogan en The Kid.

El 1921 Chaplin va treballar en la pel·lícula que el va consagrar definitivament com a gran estrella. L'obra mestra va ser The Kid (El vailet), que Chaplin va dirigir i interpretar i en la qual el petit actor Jackie Coogan va debutar. El seu personatge, conegut com a Charlot, es va convertir en un símbol universal de la individualitat indestructible, que triomfa contra l'adversitat.
En el mateix any, Chaplin va tornar a la seva pàtria després d'onze anys d'absència. A Londres, va fer una visita als districtes de Lambeth, Kennington i Elephant and Castle per retrobar-se amb llocs que de petit li eren familiars.
De 1923 al 1952 Chaplin va treballar constantment per la United Artists, rodant les vuit pel·lícules més importants de la seva carrera. El primer treball va ser A Woman of Paris ("Una dona de París"), que és la primera pel·lícula en què no figura com a intèrpret (tot i que es va reservar una petita aparició en el paper de porter). La pel·lícula, encara que fou molt apreciada per la crítica, no va tenir l'èxit esperat de públic, però més endavant va ser reconeguda com una obra mestra en la història de la cinematografia. La quimera de l'or (The Gold Rush), de 1925, és considerada per molts una de les seves obres més reeixides. La producció de la pròxima pel·lícula, The Circus, de 1928, va ser pertorbada pels problemes sorgits en la vida privada: el seu divorci de Lita Grey, de vint anys, amb qui s'havia casat quatre anys abans.

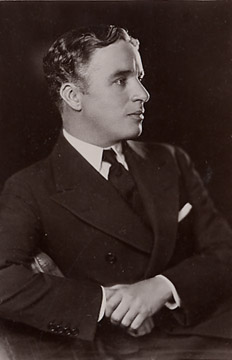
Chaplin, ca. 1920.

L'aparició del so el 1927 va contrariar Chaplin, que havia creat el personatge de Charlot com un mim. Chaplin va decidir seguir endavant amb el seu estil, incloent efectes de so i música amb melodies basades en cançons populars o compostes per ell.
El 1929 la concessió del seu primer Oscar honorífic el va consagrar com a primera estrella que guanyà aquest premi (i fins al 2008 el director més jove que l'aconseguí).
El 1931 va filmar City Lights, acompanyada de música. Al començament del film la veu d'un discurs inintel·ligible es barreja amb el so d'instruments musicals. El mateix any Chaplin va rebre el premi d'honor de la Legió d'Honor francesa.
Cinc anys més tard rodà una altra obra mestra: Modern Times, en què sentim per primera vegada la veu de Charlot cantant una cançó en una imitació d'italià. Va començar preparant a la darreria de 1932 per començar a filmar a l'octubre de 1934, amb Paulette Goddard com a protagonista. Chaplin fa al·legoria del maquinisme de l'era industrial, el treballador robot, la producció en sèrie i la diferència de classes socials. Dues escenes de la pel·lícula continuen sent recordades en l'actualitat: una, quan el rodamón queda atrapat dintre dels engranatges d'una màquina i quan, al final, camina per una carretera sense fi, cap a l'horitzó, pres de la mà de Paulette Goddard. Modern Times va significar l'última aparició del rodamón i va ser considerada la cinquena millor pel·lícula del segle xx.
The Great Dictator (1940) va ser la primera pel·lícula completament sonora de Chaplin, filmada i distribuïda als Estats Units poc abans de la Segona Guerra mundial. En la pel·lícula, Chaplin interpreta dos personatges: Adenoid Hynkel, el dictador de Tomania, explícitament inspirat en Adolf Hitler, i un barber jueu perseguit pels nazis. Després de la guerra, quan l'empresonament i extermini dels jueus eren coneguts, Chaplin va declarar que no hauria fet la pel·lícula si hagués sabut la gravetat dels fets. La pel·lícula va tenir dues nominacions a l'Oscar com a millor director i millor guió, però no va guanyar cap estatueta.
Després d'aquesta pel·lícula, Chaplin va interrompre la seva activitat cinematogràfica durant uns set anys.
El 1942 va conèixer Oona O'Neil, de disset anys i filla del famós dramaturg Eugene O'Neil, tercer i últim dels seus grans amors, que es va convertir en la seva esposa el 1946, i amb la qual va tenir vuit fills, tres nascuts als Estats Units i cinc a Suïssa.
El 1947 va rodar una nova pel·lícula, Monsieur Verdoux, inspirada en la història de l'assassí de dones Henri Landru, en què abandona definitivament el personatge de Charlot.

### El seu presumpte antiamericanisme i la tornada a Europa
Chaplin no va revelar mai explícitament les seves simpaties polítiques. Tot i així, en moltes de les seves pel·lícules analitzà la crua realitat dels treballadors, els pobres i els marginats (Modern Times, el 1936, pot ser-ne un clar exemple), i va posar a plena llum les contradiccions de la societat americana. Malgrat viure durant molts anys als Estats Units no va sol·licitar mai la ciutadania americana.
Ja en Monsieur Verdoux fou acusat públicament de ser afí al comunisme i el 1949 es va convertir en un dels objectius de la «cacera de bruixes» del senador Joseph McCarthy. Chaplin sempre ho va negar amb vehemència, afirmant que estava cansat de respondre sempre la mateixa pregunta.
El 1951, va començar a rodar Limelight, basada en la seva novel·la Footlights, mai publicada. Va ser la seva última pel·lícula produïda a Hollywood.
El 17 de setembre de 1952, el fiscal general dels Estats Units va donar instruccions al departament d'immigració per retenir Chaplin, la seva dona i alguns dels seus fills, quan viatjaven a bord del Queen Elizabeth per anar a l'estrena de Limelight a Europa fins que les lleis nord-americanes decidissin si havia de ser expulsat del país. El van acusar formalment de pertànyer al Partit Comunista, així com de greus delictes contra la moralitat i de formular declaracions que demostren una actitud hostil i de menyspreu cap al país gràcies a l'hospitalitat del qual s'ha enriquit. Chaplin va decidir quedar-se a Europa i fixar la residència a Suïssa.
El 1957, Chaplin va tornar a seure a la cadira de director per rodar una nova pel·lícula: A King in New York. Va ser la seva penúltima pel·lícula, i l'única on treballà juntament amb el seu fill Michael. El treball no va tenir èxit i la seva vena cinematogràfica semblava en realitat apagada.
El 1964, després d'un any de treball, va escriure una autobiografia (en la qual no hi ha cap referència a la pel·lícula The Circus, probablement per no recordar les doloroses circumstàncies en què va ser filmada). El 1966, va dirigir La comtessa de Hong Kong (A Countess from Hong Kong), la seva última pel·lícula i l'única rodada en color, protagonitzada per Marlon Brando i Sophia Loren.
El 1972, reconciliant-se amb el públic americà, va tornar als Estats Units a retirar el seu segon Oscar, aquesta vegada honorífic, per haver fet del cinema una forma d'art del segle xx. En aquella ocasió va ser el protagonista de l'ovació més llarga en la història dels Oscar.
El 4 de març de 1975, després de molts anys d'exili voluntari del seu país natal, Chaplin va ser nomenat Cavaller de Sa Majestat la Reina Elisabet II d'Anglaterra. El premi ja s'havia proposat el 1956, en plena Guerra Freda, però no li fou atorgat a causa de les seves presumptes simpaties comunistes.
Va compondre la música de la majoria de les seves pel·lícules i va escriure dos llibres: La meva autobiografia (My Autobiography, 1964) i La meva vida en pel·lícules (My Life in Pictures, 1975).

### La seva mort
La robusta salut de Chaplin va començar a minvar a final dels anys 1960, després de la finalització de la seva última pel·lícula, La comtessa de Hong Kong (A Countess from Hong Kong).
El 1972 va rebre l'Academy Award. El 1977 es veié obligat a estar en una cadira de rodes. Charles Chaplin va morir a Corsier-sur-Vevey (Vevey), Suïssa, la Nit de Nadal de 1977. Tres mesos després de la seva mort, l'1 de març de 1978, el seu cos va ser robat en un intent d'extorsió contra la seva família. El pla, però, va fracassar: els gàngsters exigien 600.000 francs suïssos, però la dona de Chaplin, Oona O'Neil, per l'advocat de la família Jean-Félix Paschoud, es va negar a tractar amb els lladres del cadàver. Els lladres, segons sembla, havien robat el cos pel simple fet que necessitaven els diners per construir un garatge. Ells van ser capturats i el cos va ser localitzat i recuperat prop del llac Leman, a Ginebra.

## Valoració i influència

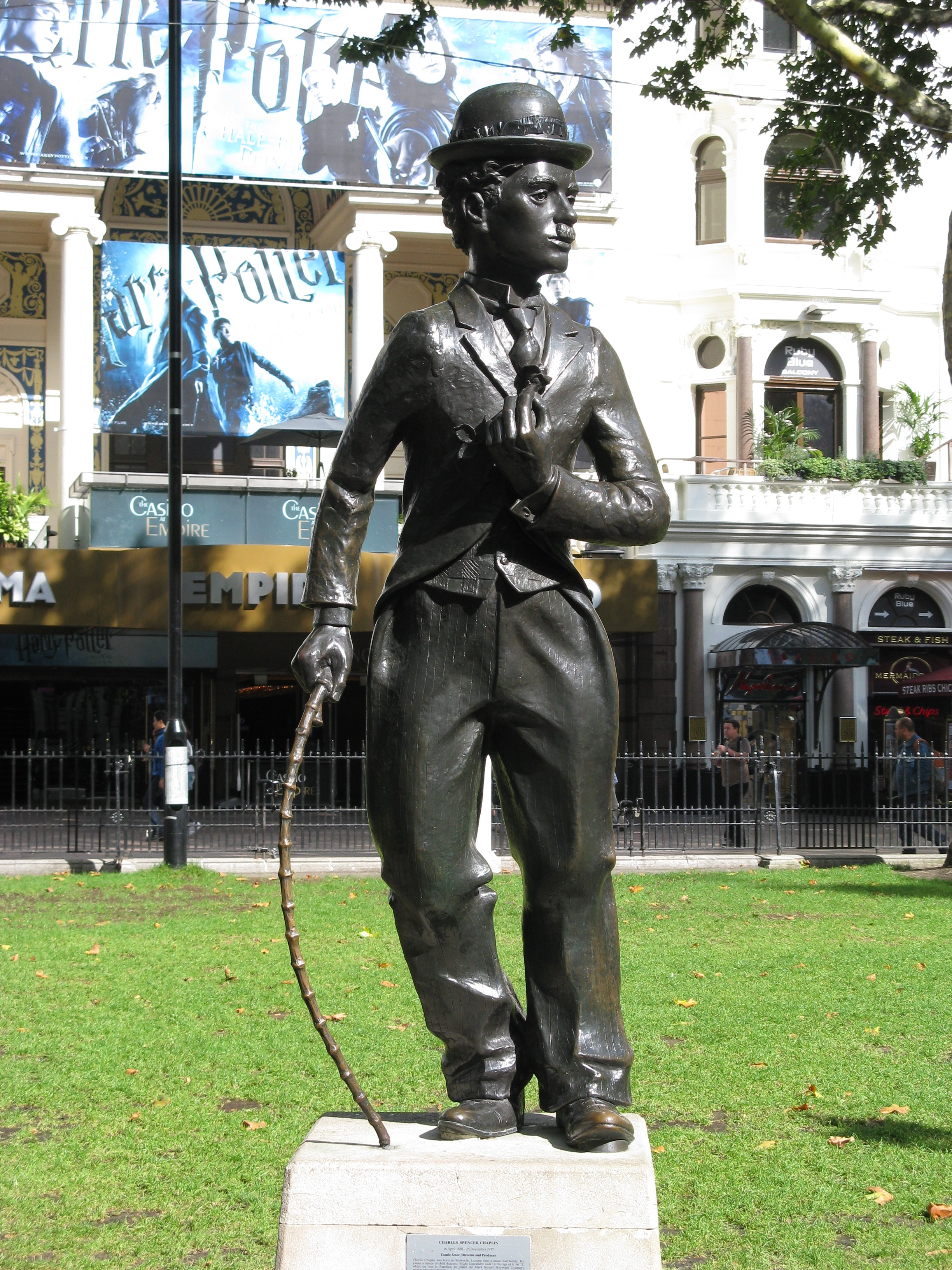
Escultura representant Charlot, el personatge més reeixit de Chaplin, a Londres.

Fins i tot en l'actualitat, és considerat una de les figures de l'espectacle més representatives del cinema mut com així també una icona de l'humorisme. Entre 1917 i 1918 l'actor Billy West va fer una vintena de pel·lícules imitant el personatge de Chaplin. Quatre anys després de la seva mort, l'astrònoma ucraïnesa Lyudmila Karachkina, descobridora de 131 asteroides, va anomenar un d'ells «Chaplin 3623» en honor de l'actor. També ha estat caracteritzat en diverses sèries de dibuixos animats i, el 1985, va ser honorat amb la seva imatge en segells de correu a Gran Bretanya. La crítica va expressar que havia assolit «un nivell d'expressió dramàtica que mai no va ser superat».
A part que es van comercialitzar diferents productes amb la imatge de Chaplin, la IBM va dissenyar a la dècada de 1980 anuncis comercials amb un imitador del còmic. El 1992, Richard Attenborough va coordinar un film sobre la seva biografia titulat Chaplin, el qual va rebre un premi BAFTA. El director John Woo, d'altra banda, va dirigir la pel·lícula Hua ji shi dai (1981), en què va parodiar The Circus. L'any 2001 el comediant britànic Eddie Izzard va interpretar l'actor en el film The Cat's Meow, basat en la mort encara sense resoldre del productor Tomas H. Ince durant un partit de futbol, del qual Chaplin era un invitat. El prestigiós director italià Pier Paolo Pasolini era seguidor de les seves pel·lícules i en el seu film Els contes de Canterbury, el personatge de Ninetto Davoli és una espècie de recreació del rodamón. Una de les filles del finat actor, Josephine Chaplin, també va treballar en la pel·lícula.
El diari Página/12 de l'Argentina, analitzant la seva obra, va publicar: «Quasi sense excepció, Chaplin ha trobat en les contradiccions del seu segle el més apassionant material dramàtic i, sens dubte, aquest fet li va valer l'oposició de la crítica que no acceptava aquest criteri d'immediatesa temàtica que l'ha fet transitar valentament per camins vinculats a la sàtira política».
L'American Film Institute, l'any 1999, el va definir com «el desè actor més cèlebre de tots els temps». El 2008, l'escriptor Martin Sieff en el seu llibre Chaplin: una vida, va redactar: «Chaplin no era només gran, era gegantí». George Bernard Shaw el va anomenar: «L'únic geni de la indústria del cinema.» També se'l va destacar com l'actor que va realitzar humor durant la Primera i Segona Guerra Mundial, la Gran Depressió i el període dictatorial d'Adolf Hitler, ja que va donar entreteniment a una gran quantitat de persones que patien les privacions pròpies de la guerra i la pèrdua dels seus familiars.

## Curiositats
- El 1915 va participar en un concurs de dobles de si mateix i va quedar en tercer lloc.
- A causa del cinema en blanc i negre molta gent creu que Chaplin tenia els ulls marrons o foscos, però en realitat el seu color era blau. Molts quedaven impressionats quan el coneixien personalment per aquest fet.[21][22]
- Va néixer quatre dies abans que Adolf Hitler.
- A Catalunya, la marca de galetes Artiach introduí una de tipus molt popular, les galetes Chiquilín, nom derivat del protagonista infantil de The Kid, la pel·lícula de Chaplin estrenada el 1921 i adaptada al castellà com El chico.[23]
- L'última pel·lícula que va veure i que li va agradar molt va ser Rocky, el 1976.[24][25]

## Filmografia
La filmografia oficial de Chaplin consta de 82 pel·lícules, de les quals ell intervé com a actor en totes menys en dues: A Woman of Paris (1923) i La comtessa de Hong Kong (1967). D'aquestes pel·lícules, 36 van ser produïdes per la Keystone; posteriorment va interpretar i dirigir 15 pel·lícules per a la Essanay. Un any després va signar contracte amb la Mutual Film Corporation, amb la que va produir 12 pel·lícules, i entre el 1918 i el 1923 en va produir nou per a la First National. A partir del 1923, les seves pel·lícules són distribuïdes per la United Artists i, fins al moment en què se li nega l'entrada als Estats Units, n'haurà realitzat vuit. A Anglaterra ja només realitzarà dues pel·lícules més.
A continuació es presenta una selecció de les seves pel·lícules:
| Any  | Títol                                                | Funció                                                  | Personatge                                 | Notes |
| ---- | ---------------------------------------------------- | ------------------------------------------------------- | ------------------------------------------ | --- |
| 1914 | Making a Living                                      | Actor                                                   | Estafador                                  | Primer curtmetratge en que intervé Chaplin. |
| 1914 | Mabel's Strange Predicament                          | Actor                                                   | Borratxo                                   | Per primera vegada es disfressa de Charlot. |
| 1914 | Twenty Minutes of Love                               | Actor, guionista i codirector                           | Carterista                                 | Primera pel·lícula que dirigeix (conjuntament amb Joseph Maddern). |
| 1914 | Caught in the Rain                                   | Actor, guionista i director                             | Client de l'hotel borratxo                 | Primera pel·lícula que dirigeix en solitari |
| 1914 | A Busy Day                                           | Actor, guionista i director                             | Esposa                                     | Primera vegada que Chaplin interpreta un personatge femení. |
| 1914 | Her Friend the Bandit                                | Director, guionista i actor                             | Bandit                                     | És, conjuntament amb "A Woman of the Sea", la única pel·lícula perduda de Chaplin. |
| 1914 | Tillie's Punctured Romance                           | Actor                                                   | Estafador faldiller                        | Primer llargmetratge còmic de la història del cinema nord-americà. |
| 1915 | His New Job                                          | Director, guionista i actor                             | Extra                                      | Primer curtmetratge per a la Essanay. |
| 1915 | A Night Out                                          | Director, guionista, actor i muntatge                   | Tronera                                    | Primera aparició d'Edna Purviance. |
| 1915 | The Tramp                                            | Director, guionista i actor                             | Rodamón                                    | Amb aquest curtmetratge, el persontage de Charlot evoluciona, deixant enrere la comèdia de clatellades per esdevenir el personatge final que es mantindrà fins al final.                             |
| 1916 | The Fireman                                          | Director, guionista i actor                             | Bomber                                     | Curtmetratge rodat per a la Mutual Corporation, per primera vegada, Charles Chaplin és totalment lliure en l'aspecte artístic.                                                                       |
| 1916 | The Rink                                             | Director, guionista i actor                             | Cambrer, patinador                         | Aquest curtmetratge es considera clàssic dins la seva filmografia bàsicament per la llarga seqüència en la qual Chaplin mostra les seves habilitats gairebé sobrehumanes amb els patins sobre rodes. |
| 1917 | Easy Street                                          | Director, guionista i actor                             | Rodamón fent de policia                    | Considerat com una dels millors curtmetratges produïts per Chaplin per a la Mutual Corporation. |
| 1917 | The Immigrant                                        | Director, guionista i actor                             | Immigrant                                  | Afegida al National Film Registry el 1998. |
| 1917 | The Adventurer                                       | Director, guionista i actor                             | Fugitiu                                    | Darrera pel·lícula per a la Mutual. |
| 1918 | A Dog's Life                                         | Director, guionista, productor, actor, muntatge, música | Rodamón                                    | Primera pel·lícula de 3 bobines, inclou elements de forta crítica social que Chaplin desenvoluparia més tard en The Kid (1921) i primera que Chaplin va dirigir per a la First National Pictures.    |
| 1918 | Shoulder Arms                                        | Director, guionista, productor, actor, muntatge, música | Recluta                                    | Ambientada en la Primera Guerra Mundial. |
| 1921 | The Kid                                              | Director, guionista, productor i actor                  | Rodamón                                    | Pel·lícula de 6 bobines. Afegida al National Film Registry el 2011. Primer llargmetratge dirigit per Chaplin.                                                                                        |
| 1922 | Pay Day                                              | Director, guionista, productor i actor                  | Obrer                                      | Pel·lícula de dues bobines, darrer curtmetratge de Chaplin. |
| 1923 | The Pilgrim                                          | Director, guionista, productor i actor                  | Pelegrí                                    | Darrera pel·lícula per a la First National. |
| 1923 | A Woman of Paris: A Drama of Fate                    | Director, guionista, compositor i productor             | Porter (cameo)                             | Primera pel·lícula en la que no actua, només fa un cameo com a portamaletes a l'estació. |
| 1925 | La quimera de l'or (The Gold Rush)                   | Director, guionista, productor, compositor ii actor     | Cercador d'or                              | Afegida al National Film Registry el 1992. Nominada a l'Oscar a la millor banda sonora després de la seva reestrena el 1942.                                                                         |
| 1928 | The Circus                                           | Director, guionista, productor, compositor ii actor     | Rodamón                                    | Originalment Chaplin fou nominat com a millor actor i com a millor director. L'Acadèmia va retirar les dues nominacions i el va premiar amb un Oscar honorífic.                                      |
| 1931 | City Lights                                          | Director, guionista, productor, compositor ii actor     | Rodamon                                    | És la seva primera pel·lícula sonora no parlada. Afegida al National Film Registry el 1991. |
| 1936 | Modern Times                                         | Director, guionista, productor, compositor ii actor     | Treballador d'una fàbrica                  | Afegida al National Film Registry el 1989. |
| 1940 | The Great Dictator                                   | Director, guionista, productor, actor, muntatge, música | Hynkel - Dictador de Tomania / Barber jueu | Ja utilitza tots els recursos del cinema sonor. Nominada a l'Oscar al millor actor, millor actor secundari millor pel·lícula, millor guió original i millor banda sonora.                            |
| 1947 | Monsieur Verdoux                                     | Director, guionista, productor, actor, muntatge, música | Henri Verdoux                              | Abandona definitivament el personatge de Charlot. Nominada a l'Oscar al millor guió original. |
| 1952 | Limelight                                            | Director, guionista, productor, actor, muntatge, música | Calvero                                    | En estrenar-se a Los Angeles el 1972 va ser premiada a l'Oscar a la millor banda sonora dramàtica.                                                                                                   |
| 1957 | A King in New York                                   | Director, guionista, productor, actor, muntatge, música | El rei Shahdov                             | El seu darrer paper protagonista. No es va estrenar als Estats Units fins al 1972. |
| 1967 | La comtessa de Hong Kong (A Countess from Hong Kong) | Director, guionista, música                             |                                            | Darrera pel·lícula de Chaplin. |

## Premis i nominacions

### Premis
- 1925: Premis Kinema Junpo. Millor pel·lícula artística per A Woman of Paris.[41]
- 1927: Premis Kinema Junpo. Millor pel·lícula estrangera per La quimera de l'or.
- 1929: Oscar honorífic per la versatilitat i el talent per a actuar, escriure, dirigir i produir The Circus (1929). Encara que nominada a millor actor, l'Acadèmia va decidir retirar el nom de Chaplin de la competició en lloc d'això d'atribuir-li un premi especial.[37]
- 1940: Premis de la Crítica de Cine de Nova York. Millor actor per The Great Dictator.
- 1949: Premis Bodil. Millor pel·lícula americana per Monsieur Verdoux.[42]
- 1953: Premis Kinema Junpo. Millor pel·lícula estrangera per Monsieur Verdoux.
- 1956: Premis del Círculo de Escritores de España. Millor pel·lícula estrangera per City Lights.
- 1959: Premis Bodil. Premi honorífic.[43]
- 1961: Premis Kinema Junpo. Millor pel·lícula estrangera per The Great Dictator.
- 1972: Oscar honorífic per l'incalculable efecte que ha tingut en l'art del cinema d'aquest segle.[44]
- 1972: Lleó d'Or per la carrera del Festival de Venècia.[45]
- 1973: Oscar a la millor banda sonora per City Lights (1952) (compartit amb Ray Rasch i Larry Russell).[46] El fet que la pel·lícula no es va estrenar a Los Angeles fins al 1972, permetia, segons les normes de l'Acadèmia a l'època, atorgar-li el premi encara que tingués més de 20 anys.
- 1977: Premi BAFTA especial.
- 1974: Premis Jussi. Millor cineasta estranger per Modern Times i The Great Dictator.
- Estrella al Passeig de la Fama.

### Nominacions
- 1928: Oscar al millor director per The Circus[37]
- 1928: Oscar al millor actor per The Circus
- 1941: Oscar a la millor pel·lícula per The Great Dictator[39]
- 1941: Oscar al millor actor per The Great Dictator
- 1941: Oscar al millor guió original per The Great Dictator
- 1941: Oscar a la millor música original per The Great Dictator
- 1948: Oscar al millor guió original per Monsieur Verdoux[40]
- 1953: BAFTA a la millor pel·lícula per Limelight

## Influència posterior
- El 1992 es va rodar una pel·lícula sobre la vida de Charlot, dirigida per Richard Attenborough, i interpretada per Robert Downey Jr. (en el rol de Chaplin), Dan Aykroyd, Geraldine Chaplin, Anthony Hopkins, Milla Jovovich, Moira Kelly, Kevin Kline, Diane Lane, Penelope Ann Miller, Paul Rhys, Marisa Tomei, Nancy Travis i James Woods.
- El 2012 s'estrenà un musical a Broadway basat en la seva vida, amb música i lletres de Christopher Curtis i llibret de Curtis i Thomas Meehan

## Peces audiovisuals
- Vídeo de la pel·lícula muda The Bond (1918)
- Vídeo de la pel·lícula muda The Bond (1918)
- Vídeo de la pel·lícula muda The Bond (1918)